# Grünhain-Beierfeld
Grünhain-Beierfeld est une ville de Saxe (Allemagne), située dans l'arrondissement des Monts-Métallifères, dans le district de Chemnitz.

## Quartiers
Grünhain-Beierfeld est constitué de trois quartiers qui étaient anciennement des communes autonomes : Beierfeld, Grünhain et Waschleithe. Le 1er janvier 1999, Beierfeld a fusionné avec Waschleithe et, le 1er janvier 2005, avec Grünhain. Depuis lors, la commune a pris le nom de "Grünhain-Beierfeld".

## Personnalités liées à la ville
- Johann Hermann Schein (1586-1630), compositeur né à Grünhain.
- Eva-Maria Wernicke (1953-) lugeuse née à Beierfeld.